# Захоплення Achille Lauro
Захоплення «Achille Lauro» — терористична акція Палестинського фронту звільнення, здійснена в жовтні 1985 року. Четверо бойовиків у морі захопили італійський круїзний лайнер Achille Lauro. Один із заручників був убитий терористами.

## Перебіг подій
Палестинський фронт звільнення (ПФЗ) на чолі з Абу Аббасом був однією з радикальних фракцій Організації визволення Палестини. До 1985 року ПФВ було організовано кілька нападів на Ізраїль через кордон з Ліваном.

### Захоплення судна
7 жовтня 1985 року чотири озброєних терористи ПФВ на чолі з Юсуфом Маджидом аль-Мулькі захопили італійське круїзне судно «Achille Lauro» з 349 пасажирами на борту дорогою з Александрії в Порт-Саїд. Бойовики завчасно зійшли на корабель у Генуї за підробними паспортами. Організатором акції був Абу Аббас. О 13:07 бойовики, озброєні автоматами Калашникова, увійшли до їдальні, де обідали пасажири, відкрили вогонь поверх голів і потім заявили про захоплення судна.
Відповідно до заяви ПФВ, первинно планувалось здійснити атаку в ізраїльському місті Ашдод, куди судно мало зайти пізніше. Така акція була ніби відповіддю на ізраїльське бомбардування штаб-квартири ОВП в Тунісі 1 жовтня 1985 року. Однак 2013 року це спростувала вдова Абу Аббаса Рім аль-Німер: вона заявила, що акція готувалась 11 місяців і бойовики ПФВ двічі подорожували судном, перевіряючи маршрут. Захоплення судна замість нападу на Ашдод відбулось, за словами самих терористів тому, що член екіпажу виявив їх у той момент, коли вони перевіряли зброю. На думку аль-Німер, молоді люди просто не захотіли помирати, оскільки напад на Ашдод не залишав їм жодних шансів на повернення.
Сигнал SOS було передано радистом судна о 15:00. Італійські й американські ВПС, морські сили й антитерористичні підрозділи в регіоні були приведені в бойову готовність. Італійська авіація почала пошук судна, а на флагманському крейсері «Вітторіо Венето» до штурму «Achille Lauro» були підготовлені 4 вертольоти з 60 десантниками 9-го парашутно-штурмового полку Col Moschin. Одночасно італійський уряд намагався налагодити канал перемовин з терористами через президента Єгипту Хосні Мубарака й голови ОВП Ясіра Арафата.

### Ультиматум і вбивство заручника
8 жовтня корабель прибув у сирійський порт Тартус. Терористи висунули вимогу до Ізраїлю щодо звільнення 50 палестинських арабів, членів організації Force-17 (особиста охорона Ясіра Арафата), які перебували в ізраїльських в'язницях, а також ліванського терориста Саміра Кунтара. Нападники загрожували в разі спроби визволення заручників підірвати корабель. Однак Ізраїль проігнорував вимоги терористів, а Сирія відмовилась прийняти «Achille Lauro» в Тартусі.
Після відмови Сирії прийняти судно, терористи вбили одного заручника — 69-річного американського єврея Леона Клінгоффера, інвалід, прикутого до візка. Аль-Мулькі поцілив йому в голову та груди. Тіло Клінгоффера було викинуто за борт на очах його дружини Мерилін. Терористи пообіцяли вбивати щотри хвилини по одному заручнику, однак потім відмовились від цього та взяли курс на Єгипет. За деякими даними, рішення спрямувати судно в Єгипет було прийнято Ясіром Арафатом. Абу Аббас зв'язався з викрадачами по радіо й інструктував їх.

### Здача терористів та їх переслідування
9 жовтня о 15:30 судно було у Порт-Саїд і після напружених перемовин терористи здались єгипетській владі. Італійський уряд гарантував терористам свободу, якщо пасажири не постраждають, і стверджував, що на момент здачі терористів не знав про вбивство Клінгоффера, хоч американці повідомили їм про отримання розвідувальної інформації про вбивство пасажира. Того дня Рада Безпеки ООН одностайно засудила захоплення «Achille Lauro».
Президент Єгипту Хосні Мубарак 10 жовтня о 12 годині дня на пресконференція також стверджував, що не знав про вбивство і сказав, що терористи вилетіли в Туніс єгипетським літаком Boeing 737. Насправді у той момент, за даними американських спецслужб, вони перебували на військовій базі Аль Маза за 30 кілометрів від Каїра, а виліт відбувся лише о 21:15 того ж дня. На борту були 4 терориста-викрадача, 2 представники ОВП (в тому числі й Абу Аббас) і 8 єгиптян. О 22:00 літак був перехоплений 4 американськими винищувачами F-14 з авіааносця USS Saratoga і приземлився на аеродромі військово-морської бази Сігонелла на Сицилії.
Суперечності між американським та італійським урядом (президент США Рональд Рейган вимагав екстрадувати вбивцю американського громадянина до США, італійці вважали, що вони самі мають право судити терористів) ледь не призвели до збройної сутички між солдатами італійських ВПС і карабінерами с одного боку, й американськими командос із загону Дельта — з іншого.
12 жовтня Абу Аббас, чия персональна причетність до захоплення судна на той момент формально не була доведена, був звільнений італійською владою та втік до Югославії. Терористи, які брали участь у нападі на корабель, були засуджені судом Генуї до тривалих термінів ув'язнення. Разом звинувачення, в тому числі заочно, були висунуті 11 особам, причетним до того злочину.
1986 року Абу Аббас як організатор теракту був заочно засуджений до п'яти довічних ув'язнень. 1996 року Аббас вибачився за смерть Клінгоффера, сказавши, що то було помилкою. До квітня 2003 року він переховувався від правосуддя в Іраку, де був затриманий американськими спецпризначенцями та у подальшому помер в ув'язненні 9 березня 2004 року.
Юсуф Маджид аль-Мулькі (убивця Леона Клінгоффера) був засуджений до 30 років ув'язнення. 1996 року він утік з в'язниці, але був знайдений і повторно заарештований в Іспанії. Його було умовно-достроково звільнено за зразкову поведінку 29 квітня 2009 року. Ібрагім Фатайєр Абделатіф був засуджений до 25 років і 2 місяців ув'язнення. 7 липня 2008 року його було достроково звільнено після 20 років відбуття покарання.
Аль-Аскер був засуджений до 17 років ув'язнення. Ассаді отримав 15 років і 2 місяці ув'язнення. 1991 року їх було умовно-достроково звільнено й після цього негайно втекли.

## Наслідки
Звільнення Абу Аббаса призвело до серйозних проблем у відносинах між США й Італією, спричинило політичний скандал, який привів до відставки міністра оборони Італії Джованні Спадоліні, а потім до відставки всього уряду Італії.
Імовірний зв'язок терористів з ОВП та її керівником Ясіром Арафатом став причиною низки конфліктів. Так, 1995 року мер Нью-Йорка Рудольф Джуліані очолив комітет «Нью-Йорк приймає гостей», що проводив урочисті заходи, присвячені п'ятдесятій річниці ООН. Він відмовився надсилати запрошення на ті заходи делегації Палестинської національної адміністрації, оскільки вважав, що її керівництво причетне до захоплення «Achille Lauro» й загибелі Леона Клінгоффера. Ясіра Арафата, який прибув без запрошення Джуліані наказав «викинути» з Лінкольн-центру. У відповідь на претензії політиків і громадськості Джуліані заявив: «Ви не повинні забувати, що ця людина є диктатором, і що він убивця, і що він убивав американців».
Доньки загиблого Леона Клінгоффера подали проти Організації визволення Палестини позов на 1,5 млрд доларів. У грудні 1985 року Фарук Каддумі, офіційний представник ОВП при ООН, публічно звинуватив Мерилін Клінгоффер у тому, що Леон не був убитий терористами, а вона сама скинула чоловіка за борт, щоб отримати страховку. До того часу, окрім заяв свідків убивства, вже було знайдено тіло Леона Клінгоффера з двома вогнепальними пораненнями. 1997 року ОВП врегулювала фінансові претензії з родиною Клінгоффер, сума угоди не розголошується. На отримані кошти доньки Клінгоффера спільно з «Антидефамаційною лігою» створили «Фонд пам'яті Леона і Мерилін Клінгоффер». Фонд займається лобіюванням законодавства про боротьбу з тероризмом.

## В мистецтві
- За подіями, пов'язаними з захопленням «Achille Lauro», 1990 року було знято телевізійний фільм «Терор на борту»
- 1991 року композитор Джон Кулідж Адамс написав оперу «Смерть Клінгоффера»